# James Ives

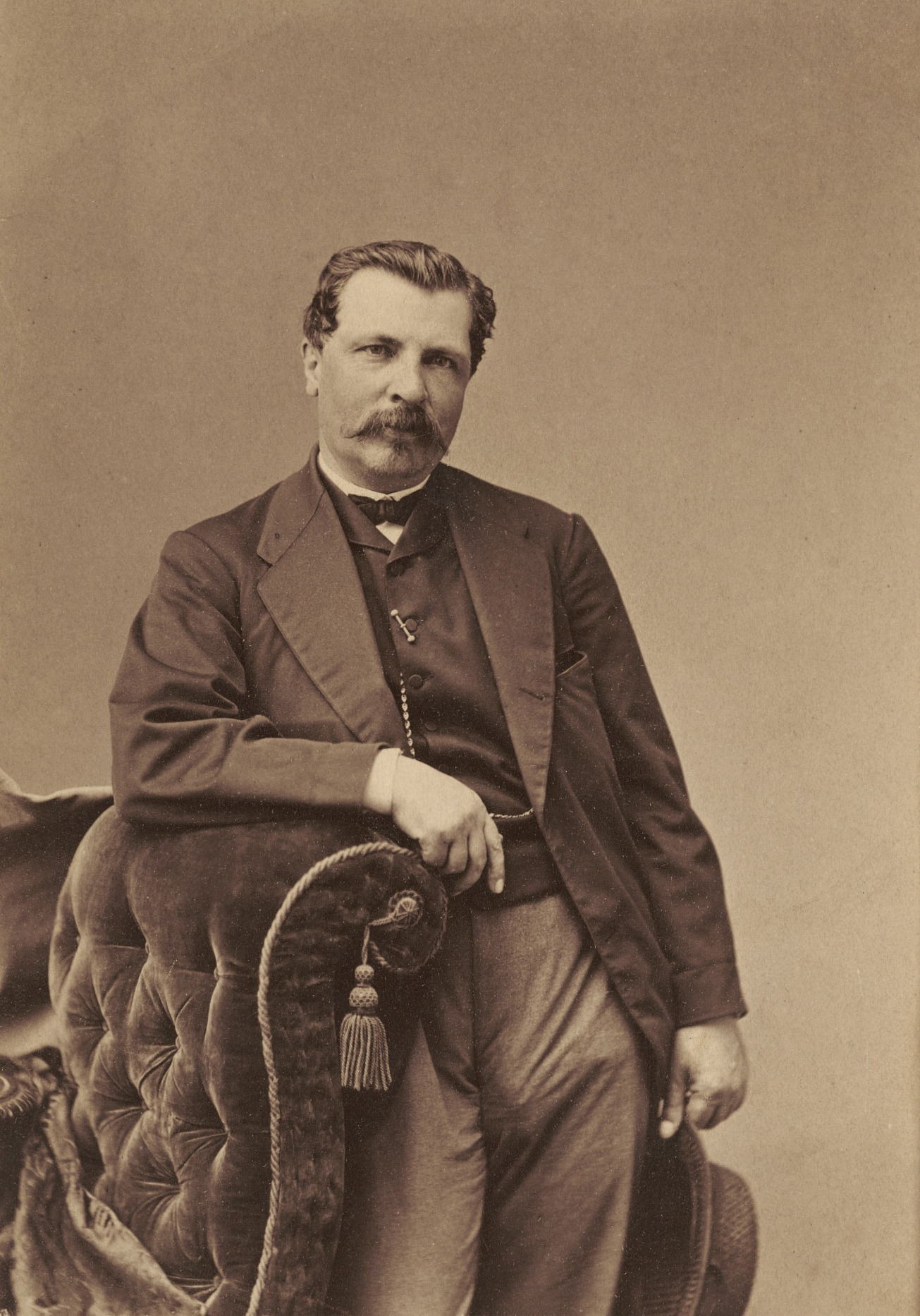
James M. Ives, fotografado por Napoleon Sarony

James Merritt Ives (5 de março de 1824 - 3 de janeiro de 1895) foi um litógrafo, guarda-livros e empresário norte-americano. Ele supervisionou o lado comercial e financeiro da empresa, Currier and Ives, que ele co-administrou com seu parceiro de negócios, Nathaniel Currier.

## Biografia
Ives nasceu em 5 de março de 1824 na cidade de Nova York, Nova York. Seu pai trabalhou como superintendente do Hospital Bellevue em Nova York. Artista autodidata, a educação artística de Ives incluiu visitas a galerias de arte e à Biblioteca Astor. Embora tenha começado a trabalhar aos 12 anos, continuou sua educação artística por conta própria.
Em 24 de junho de 1846, casou-se com Caroline Clark (1827-1896). O casal teve seis filhos, dois filhos e quatro filhas. Caroline era a cunhada do irmão de Nathaniel Currier, Charles Currier. Charles recomendou Ives a Nathaniel, que o contratou como guarda-livros em 1852 para sua firma, N. Currier, Litógrafo.
Logo ficou claro que o talento de Ives como artista e conhecimento artístico lhe deu uma visão valiosa sobre o que o público queria, e suas habilidades em negócios e marketing contribuíram significativamente para o crescimento da empresa. Ives ajudou a melhorar e modernizar os métodos de contabilidade da Currier, reorganizar o estoque da empresa e agilizar os métodos de produção. Em 1857, Currier ofereceu a Ives uma sociedade completa na empresa, agora chamada Currier and Ives, e nomeou o jovem gerente geral. Em seu novo cargo, Ives ajudou Currier a entrevistar artistas e artesãos em potencial e selecionar imagens que a empresa publicaria. Foi Ives quem incentivou a produção das imagens idealizadas da vida cotidiana da classe média americana que tornaram a empresa tão bem-sucedida.
A empresa de Currier and Ives era conhecida por suas impressões de arte populares e acessíveis de temas como cenas de inverno, paisagens, eventos esportivos, navios e ícones da vida do século XIX. Essas estampas ainda são amplamente procuradas por colecionadores hoje. Ives trabalhou mais de quarenta anos na empresa até sua morte em Rye, Nova York, em 1895. Ele está enterrado no Cemitério Green-Wood, Nova York. Após a morte de Ives, seus filhos e os filhos de Currier continuaram a administrar a empresa até que foi liquidada em 1907.